# رامونا و بیزوس
رامونا و بیزوس (به انگلیسی: Ramona and Beezus) فیلمی آمریکایی در ژانر کمدی ماجراجویی خانوادگی محصول سال ۲۰۱۰ است که بر اساس مجموعۀ کتاب‌های رامونا اثر بورلی کلی‌یری ساخته شده‌است. الیزابت آلن روزینبام کارگردانی فیلم را بر عهدۀ دارد و لوری کریگ و نیک پوستی فیلمنامه را به نگارش درآورده‌اند. در این فیلم بازیگرانی همچون جوئی کینگ، سلنا گومز، هاچ دنو، جنیفر گودوین، جان کوربت، بریجیت مویناهان، جاش دوهامل، ساندرا اوه و لیندا بوید ایفای نقش کرده‌اند. اگرچه عنوان فیلم به کتاب اول مجموعۀ، رامونا و بیزوس اشاره دارد اما طرح داستان بیشتر بر اساس کتاب‌های رامونا برای همیشه و دنیای رامونا است.
رامونا و بیزوس توسط فاکس ۲۰۰۰ پیکچرز در ۲۳ ژوئیه ۲۰۱۰ منتشر شد و بیش از ۲۷ میلیون دلار فروش داشت. فیلم عموماً نظرات مثبتی دریافت کرد و عملکرد گومز و کینگ تحسین منتقدان را در پی داشته‌است.

## داستان
رامونا کوئیمبی دانش‌آموزی سر به هوا، پر انرژی و خیال‌پرداز است که با رفتارهای خود خواهر بزرگترش، بئاتریس «بیزوس» کوئیمبی را که سخت‌کوش و جدی است و می‌کوشد رابطه‌اش را با دوست‌پسر خود، هنری بهبود بخشد، به ستوه می‌آورد. وقتی پدر آنها کار خود را از دست می‌دهد، دو خواهر ناچار می‌شوند یکدیگر را بهتر بشناسند و دست به دست هم دهند تا از این تجربه تلخ گذر کنند.

## بازیگران
- جوئی کینگ در نقش رامونا کوئیمبی
- سلنا گومز در نقش بیزوس کوئیمبی
- جان کوربت در نقش رابرت کوئیمبی
- بریجیت مویناهان در نقش دوروثی کوئیمبی
- جنیفر گودوین در نقش بئاتریس «بی»
- جاش دوهامل در نقش هوبرت
- ساندرا اوه در نقش خانم میچم
- هاچ دنو در نقش هنری هاگینز
- سیرا مک‌کورمک در نقش سوزان کوشنر
- جیسون اسپیساک در نقش هاوی کمپ
- جنت رایت در نقش مادربزرگ هاوی
- لیندا بوید در نقش مادر سه‌قلوها

## موسیقی
آلبوم موسیقی متن در ۲۸ ژوئیه ۲۰۱۰ توسط هالیوود رکوردز منتشر شد. موسیقی متن فیلم شامل ترانه «جوری زندگی کن که انگار فردایی نیست» اثر گروه سلنا گومز و سین است که به عنوان تک‌آهنگ موسیقی متن در ۱۳ ژوئیه ۲۰۱۰ منتشر شد. این ترانه به عنوان تک‌آهنگ تبلیغاتی در آلبوم دوم گروه، سالی بدون باران نیز قرار گرفت.

### لیست قطعه‌ها
1. «راه رفتن روی آفتاب» – الی و ای‌جی
2. «شعله ابدی» – بنگلز
3. «جینگل کره بادام‌زمینی» – علی دی و دی‌‌کمپرسورز
4. «بیا وارد عمل شویم» – اسکای سوئیتنام و تیم آرمسترانگ
5. «دوباره شروع می‌شود» – اوکی گو
6. «مکانی در این دنیا» – تیلور سوئیفت
7. «چگونه دوستت دارم» – راب لفر
8. «همه» – اینگرید الن مایکلسون
9. «بگو هی (دوستت دارم)» – مایکل فرانتی و اسپیرهد
10. «جوری زندگی کن انگار که فردایی نیست» – سلنا گومز و سین